# Пичанки
Пича́нки (рос. Пычанки) — присілок в Зав'яловському районі Удмуртії, Росія.
Розташоване на невеликій річці Бидвайка, лівій притоці Позимі, на південно-східній околиці присілка Зав'ялово.

## Населення
Населення — 675 осіб (2010; 623 в 2002).
Національний склад станом на 2002 рік:
- удмурти — 84 %

## Відомі люди
В селі народилась Базуєва Федосія Миколаївна — організатор колгоспного виробництва, заслужений колгоспник Удмуртської АРСР.

### Урбаноніми[3]
- вулиці — Берегова, Набережна, Польова, Травнева, Центральна